# Dolerosomus
Dolerosomus là một chi bọ cánh cứng trong họ 
Elateridae.
Chi này được miêu tả khoa học năm 1859 bởi Motschulsky.

## Các loài
Các loài trong chi này gồm:
- Dolerosomus blaisdelli (Van Dyke, 1932)
- Dolerosomus debilis (LeConte, 1859)
- Dolerosomus flavipennis Motschulsky, 1859
- Dolerosomus gracilis (Candèze, 1873)
- Dolerosomus sericarius Motschulsky, 1866
- Dolerosomus silaceus (Say, 1825)